# Oedothorax pallidus
Oedothorax pallidus is een spinnensoort in de taxonomische indeling van de hangmatspinnen (Linyphiidae).
Het dier behoort tot het geslacht Oedothorax. De wetenschappelijke naam van de soort werd voor het eerst geldig gepubliceerd in 1902 door Friedrich Wilhelm Bösenberg.